# Urvashi Rautela
Urvashi Rautela née le 25 février 1994 est une actrice et une top modèle indienne. Elle connut le succès critique avec son premier film, Singh Saab The Great d'Anil Sharma.

## Carrière

### Débuts
Urvashi Rautela fait ses débuts dans l’industrie cinématographique indienne en 2013 avec le film Singh Saab The Great avec Sunny Deol  comme partenaire ce film lui vaut une certaine notoriété sa prestation est appréciée de la critique.
En 2015 elle tourne dans son premier film en langue Kannada le film passe inaperçu. La même année elle fait une apparition spéciale dans Bhaag Johnny.
Il faut attendre 2016 pour que l'actrice retrouve le devant de la scène avec Sanam Re. L'actrice tient le rôle féminin elle donne la réplique à Pulkit Samrat. Le long métrage reçoit un accueil assez tiède de la part de la critique mais s’avère être un succès au box-office. Urvashi épate et appâte la critique elle vole la vedette au reste du casting. Taran Adarsh, journaliste et critique de cinéma affirme : « Urvashi Rautela est la surprise du film. Elle est sublime, elle joue bien et donne un sacré coup de fouet à l'arc narratif qui est l'un des points culminants du film ».
Depuis la fin de l'année 2015 elle tourne la suite très attendue de la comédie à succès Masti qui est sortie en 2016.

## Filmographie
| Année | Film                 | Langue  | Partenaires                  | Rôle                  | Notes               |  |
| ----- | -------------------- | ------- | ---------------------------- | --------------------- | ------------------- |  |
| 2013  | Singh Saab The Great | Hindi   | Sunny Deol                   | Minnie                |                     |  |
| 2015  | Mr. Airavata         | Kannada | Darshan                      | Priya                 |                     |  |
| 2015  | Bhaag Johnny         | Hindi   |                              | Elle-même             | Apparition spéciale |  |
| 2016  | Sanam Re             | Hindi   | Pulkit Samrat                | Akanksha / Mrs. Pablo |                     |  |
| 2017  | Great Grand Masti    | Hindi   | Vivek Oberoi Ritesh Deshmukh |                       | Tournage            |  |